# さいたま市立仲本小学校
さいたま市立仲本小学校（さいたましりつ なかもとしょうがっこう）は、埼玉県さいたま市浦和区にある公立小学校。

## 概要
- 仲本小学校の校庭には学校のシンボルとなっている桜が植えられており、また校章のモチーフにも桜が取り入れられている。古くからある太鼓もシンボルであり、普段は校庭の体育倉庫に格納されているが、5月の運動会や9月の仲本祭などのイベント時には引き出される。仲本小学校は2013年に設立80周年を迎えたが、その際の記念ロゴにも太鼓が取り入れられている。

## 沿革
- 1933年（昭和8年）4月1日 - 浦和第五尋常小学校として創立。
- 1934年（昭和9年）2月11日 - 浦和市立浦和第五尋常小学校に改称。
- 1941年（昭和16年）4月1日 - 浦和第五国民学校に改称。
- 1943年（昭和18年）4月1日 - 浦和市本太南国民学校に改称。
- 1947年（昭和22年）4月1日 - 浦和市立仲本小学校に改称。
- 1949年（昭和24年）12月9日 - 校歌制定（作詞：下山懋、作曲：下総皖一）
- 1972年（昭和47年）7月25日 - プール新設。
- 2001年（平成13年）5月1日 - さいたま市誕生により、さいたま市立仲本小学校に改称。

## 出身著名人
- 清水マリ（声優）
- 加賀見健介（サッカー選手）
- 廣瀬桂子 (プロレスラー)

## アクセス
- JR浦和駅から徒歩6分